# Killian Overmeire
Killian Overmeire (ur. 6 grudnia 1985 w Gandawie) – belgijski piłkarz grający na pozycji pomocnika.

## Kariera piłkarska
Overmeire jest wychowankiem klubu KSC Lokeren, w którym spędził całą profesjonalną karierę.

## Kariera reprezentacyjna
W reprezentacji Belgii zadebiutował 19 listopada 2008 roku w towarzyskim meczu z Luksemburgiem. Na boisku pojawił się w 84 minucie meczu.
| Mecze i gole w reprezentacji | Mecze i gole w reprezentacji | Mecze i gole w reprezentacji | Mecze i gole w reprezentacji | Mecze i gole w reprezentacji | Mecze i gole w reprezentacji | Mecze i gole w reprezentacji |
| #                            | Data                         | Stadion                      | Rywal                        | Wynik                        | Gol                          | Rozgrywki                    |
| 2008                         | 2008                         | 2008                         | 2008                         | 2008                         | 2008                         | 2008                         |
| ---------------------------- | ---------------------------- | ---------------------------- | ---------------------------- | ---------------------------- | ---------------------------- | ---------------------------- |
| 1.                           | 19.11.2008                   | Luksemburg, Luksemburg       | Luksemburg                   | 1:1                          | 0                            | towarzyski                   |

## Sukcesy
Lokeren
- Puchar Belgii: 2012